# BMW X5 4.8i
De BMW X5 4.8i is de krachtigste SUV van de tweede generatie X5 van de Duitse automobielconstructeur BMW.

## Prestaties
De auto gaat van 0 tot 100 km/h in 7,0 seconden. Dit is vrij snel voor een auto die meer dan 2 ton weegt. Door het hoge gewicht en de grote V8 is het dan ook normaal dat het normverbruik 12,0 l/100 km bedraagt. De emissie is ook vrij hoog met een CO2-uitstoot van 286 g/km.

## Concurrentie
Binnen deze prestatieklasse van de SUV's is er zeer weinig tot geen concurrentie. De Audi Q7 4.2 is minder krachtig en explosief. De Mercedes-Benz ML 500 en de Porsche Cayenne zijn veruit de enige concurrenten. Aan dieselzijde zijn er de Volkswagen Touareg R50/V10 en de Audi Q7 V12.